# Фала (Руше)
Фала (словен. Fala) је насељено место у општини Руше, Подравска регија, Словенија.

## Историја
До територијалне реорганизације у Словенији била је у саставу старе општине Руше. Као самостално насеље, Фала постоји од 1994. године. Настала је издвајањем дела из насеља Фала.

## Становништво
У попису становништва из 2011. године, Фала је имала 82 становника.
| Број становника према пописима | Број становника према пописима |
| ------------------------------ | ------------------------------ |
| 2002                           | 2011                           |
| 120                            | 82                             |

Напомена: Године 1994. настала издвајањем дела из насеља Фала (Селница об Драви), под називом Фала Град. Од 1999. носи садашњи назив.